# سقوط شاهین سیاه (فیلم)
سقوط شاهین سیاه (به انگلیسی: Black Hawk Down) فیلمی ۱۴۴ دقیقه‌ای به کارگردانی ریدلی اسکات با بازی جاش هارتنت محصول سال (۲۰۰۱) کشور ایالات متحده آمریکا است. این فیلم داستان واقعی نبرد موگادیشو را به تصویر می‌کشد.

## داستان
در سال ۱۹۹۲، قحطی در جنوب سومالی که ناشی از جنگ داخلی بود، شورای امنیت سازمان ملل را وادار به صدور مجوز برای عملیات نظامی با مأموریت حفظ صلح کرد. درگیری میان عملیات دوم سازمان ملل در سومالی (UNOSOM II) و شبه‌نظامیان مستقر در موگادیشو که به محمد فرح عیدید وفادار بودند، آغاز شد. در پاسخ به این شرایط، رئیس‌جمهور آمریکا، بیل کلینتون، نیروی ویژه رنجر (Task Force Ranger) را به موگادیشو اعزام کرد که شامل گردان سوم/هنگ ۷۵ رنجر، نیروهای ویژه دلتا فورس و خدمه پرواز هنگ ۱۶۰ عملیات ویژه هوایی (هوابرد) بود. هدف این نیروها دستگیری عیدید بود که خود را رئیس‌جمهور اعلام کرده بود. شبه‌نظامیان عیدید به محموله کمک غذایی صلیب سرخ حمله کرده و آن را به سرقت بردند، اما به دلیل قوانین درگیری، رنجرها نتوانستند واکنش نشان دهند.
خارج از موگادیشو، نیروهای رنجر و دلتا فورس عثمان علی عاتو، یکی از رهبران جناح‌های مسلح که به شبه‌نظامیان عیدید اسلحه می‌فروخت، را دستگیر کردند. ایالات متحده مأموریتی را برای دستگیری عمر سالاد علمی و عبدی حسن عواله قیبدید، دو نفر از مشاوران اصلی عیدید، برنامه‌ریزی کرد.
پیش از این مأموریت، گروهبان یکم متیو اورزمن به دلیل بروز تشنج در ستوانش، فرماندهی گروه چهارم رنجر را بر عهده گرفت. اعضای این گروه شامل سرباز هجده‌ساله تاد بلکبرن و کارشناس جان گرایمز، یک منشی سابق، بودند.
نیروهای دلتا فورس مشاوران عیدید را در داخل ساختمان هدف دستگیر کردند، در حالی که رنجرها و بالگردهای همراه کاروان زمینی، زیر آتش شدید شبه‌نظامیان قرار گرفتند. بلکبرن به شدت زخمی شد و از یکی از بالگردهای بلک هاوک سقوط کرد، بنابراین سه خودروی هاموی به فرماندهی گروهبان جف استروکر برای بازگرداندن بلکبرن به فرودگاه تحت کنترل سازمان ملل در موگادیشو جدا شدند. گرایمز پس از جان سالم به در بردن از انفجار آرپی‌جی از گروه اورزمن جدا شد.
پس از عزیمت ستون استروکر، بالگرد بلک هاوک سوپر سیکس-وان به خلبانی رئیس واحد پرواز کلیفتون "الویس" وولکات، با اصابت نارنجک پرتاب‌شونده ساقط شد. وولکات و کمک‌خلبانش کشته شدند، دو خدمه زخمی شدند و دو تک‌تیرانداز دلتا فورس که در بالگرد حضور داشتند، با یک بالگرد ام‌اچ-۶ لیتل برد فرار کردند.
نیروهای زمینی برای رسیدن به محل سقوط هدایت شدند. شبه‌نظامیان با ایجاد موانع جاده‌ای، از رسیدن ستون هاموی به فرماندهی سرهنگ دوم دنی مک‌نایت به منطقه جلوگیری کردند و تلفات سنگینی وارد کردند. در این میان، دو گروه رنجر، از جمله واحد اورزمن، به محل سقوط رسیدند و یک محیط دفاعی ایجاد کردند، در حالی که بالگرد دیگر سوپر سیکس-فور به خلبانی رئیس واحد پرواز مایکل دورانت نیز با اصابت نارنجک پرتاب‌شونده سقوط کرد و چند بلوک دورتر سقوط کرد.
در حالی که نیروهای اصلی رنجر به فرماندهی کاپیتان مایک استیل تحت فشار شدید شبه‌نظامیان قرار داشتند و تلفات سنگینی می‌دادند، هیچ نیروی زمینی نمی‌توانست به سوپر سیکس-فور برسد یا مدافعان سوپر سیکس-وان را تقویت کند. دو تک‌تیرانداز دلتا فورس، گروهبان یکم رندی شوگارت و گروهبان ارشد گری گوردون، داوطلب شدند که با بالگرد به محل سقوط سوپر سیکس-فور منتقل شوند، جایی که دورانت را زنده یافتند. با وجود تلاش‌های قهرمانانه آن‌ها، منطقه توسط شبه‌نظامیان تصرف شد، گوردون و شوگارت کشته شدند و دورانت اسیر شد.
ستون مک‌نایت تلاش برای رسیدن به محل سقوط سوپر سیکس-وان را رها کرده و با اسیران و تلفات به پایگاه بازمی‌گردد. نیروها آماده می‌شوند تا برای نجات رنجرها و خلبانان کشته‌شده بازگردند و ژنرال مایکل گاریسون درخواست نیروهای کمکی از لشکر ۱۰ کوهستانی، از جمله نیروهای مالزیایی و یگان‌های زرهی پاکستانی از ائتلاف سازمان ملل، را می‌کند.
با فرارسیدن شب، شبه‌نظامیان عیدید حمله شدیدی را به آمریکایی‌های محاصره‌شده در محل سقوط سوپر سیکس-وان آغاز می‌کنند. شبه‌نظامیان با حملات هوایی و موشکی بالگردهای ام‌دی لیتل برد تا صبح عقب رانده می‌شوند و در نهایت ستون امدادی لشکر ۱۰ کوهستانی به نیروهای آمریکایی می‌رسد. مجروحان و کشته‌شدگان با وسایل نقلیه تخلیه می‌شوند، اما تعدادی از رنجرها و نیروهای دلتا فورس مایل موگادیشو را با دویدن تا ورزشگاه موگادیشو طی می‌کنند.
در بخش پایانی، عنوان می‌شود که دورانت پس از ۱۱ روز اسارت آزاد شد. گوردون و شوگارت به عنوان اولین سربازانی از زمان جنگ ویتنام به دریافت نشان افتخار پس از مرگ نائل شدند و ژنرال گاریسون مسئولیت کامل نتیجه عملیات را بر عهده گرفت و یک روز پس از کشته شدن عیدید در آگوست ۱۹۹۶ بازنشسته شد.